# Hyperpop

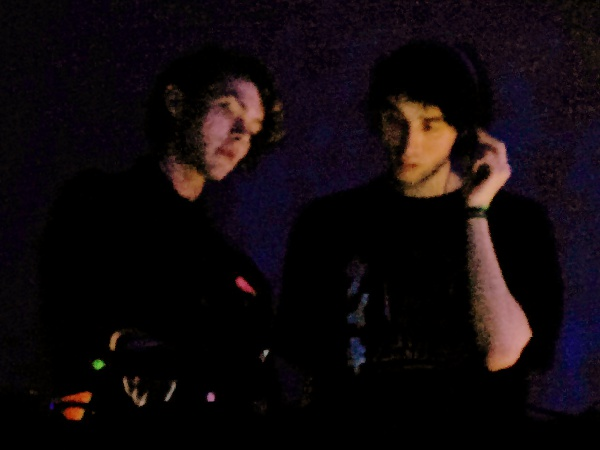
Skotska musikern Sophie (vänster) och engelska musikern A.G. Cook (höger) anses vara föregångare till hyperpop

Hyperpop är en löst definierad musikrörelse och mikrogenre som huvudsakligen härstammar från Storbritannien under början till mitten av 2010-talet. Den karakteriseras av en maximalistisk eller överdriven form av populärmusik där artisterna inom genren vanligtvis integrerar pop och avantgarde med teman som ofta förekommer i elektronisk musik, hiphop och dance.